# Operação Encore
A Operação Encore foi a ofensiva aliada programada para fevereiro e março de 1945, para romper a Linha Gótica. Isso foi iniciado no exército e não no nível de corpo. Isto compreendeu um ataque da 10ª Divisão de Montanha e da Força Expedicionária Brasileira para proteger o terreno elevado que dominava a Estrada Estadual 64 Porrettana [it] onde cruzou os Apeninos (18 de fevereiro – 25 de fevereiro de 1945),  seguido por uma ofensiva limitada que terminou com a captura da encruzilhada em Castel d'Aiano (3 de março – 5 de março de 1945)  Uma vez alcançados esses objetivos, o Quinto Exército pôde penetrar com sucesso nos Apeninos do norte para chegar ao Vale do Pó como parte da ofensiva da primavera de 1945 na Itália.

## Antecedentes
Após a captura de Roma em 4 de junho de 1944, as forças aliadas seguiram para o norte em dois grupos: o Oitavo Exército Britânico (Tenente-General Oliver Leese) avançando ao longo da planície costeira do Adriático, e o Quinto Exército dos EUA (Tenente-General Mark Clark) para o oeste através dos Apeninos centrais. Diante deles estavam as defesas alemãs cuidadosamente preparadas da Linha Gótica . O plano inicial do general Clark era atravessar os Apeninos em dois pontos: o corpo principal do II Corpo avançaria para o norte ao longo da Estrada Estadual 65 de Futa [it], a rodovia que liga Florença a Bolonha através do Passo de Futa. Quando essas tropas encontravam a resistência inimiga esperada, a 34ª Divisão lançava um forte ataque diversionário a oeste da Passagem de Futa, enquanto o restante do II Corpo contornava a Passagem de Futa a leste e atacava a Passagem de Il Giogo, pouco defendida, perto da fronteira do Décimo Quarto e Décimo Exércitos alemães. Este ataque começou em 10 de setembro de 1944. 
Entretanto, os Apeninos eram um terreno formidável e, apesar dos números reduzidos e suprimentos limitados, os alemães provaram ser inimigos teimosos em suas posições defensivas bem preparadas. Embora as divisões americanas tenham conseguido avançar pelas passagens de Futa e Il Giogo, isso teve um custo alto. Entre 10 de setembro e 26 de outubro, as quatro divisões do II Corpo sofreram mais de 15.000 baixas. Em 27 de Outubro, o General Sir Henry Maitland Wilson, o Comandante Supremo Aliado no Mediterrâneo, ordenou a cessação destas ofensivas. 
Os Aliados fizeram uma última tentativa de romper os Apeninos, usando unidades da recém-chegada Força Expedicionária Brasileira (FEB) e da 92ª Divisão de Infantaria. A oeste do Passo de Futa, a Estrada Estadual 64 passava pelo Monte Belvedere em sua rota para Bolonha; o controle do Monte Belvedere daria aos Aliados o controle da rodovia, permitindo um avanço no Vale do Pó. De 24 de novembro a 12 de dezembro, três ataques malsucedidos foram feitos para capturar a montanha, mas apesar dos esforços dos Aliados, cada vez que eles garantiam o pico da montanha, a artilharia alemã os expulsava das alturas. 
Algumas semanas depois, a 10ª Divisão de Montanha dos EUA, a única unidade de infantaria de montanha americana, que estava nos Estados Unidos esperando impacientemente para participar da luta, chegou à Itália. A 10ª chegou a Nápoles aos poucos, a partir de 22 de dezembro de 1944, com as últimas unidades desembarcando em 13 de janeiro de 1945.  De Nápoles, eles viajaram de navio ou de trem em quarenta e oito para Livorno, depois de caminhão para Pisa. De Pisa os homens seguiram para Vidiciantico [it] que se tornou o quartel-general da divisão e começou a se preparar para a batalha.

## Parte 1: Batalha do Monte Belvedere

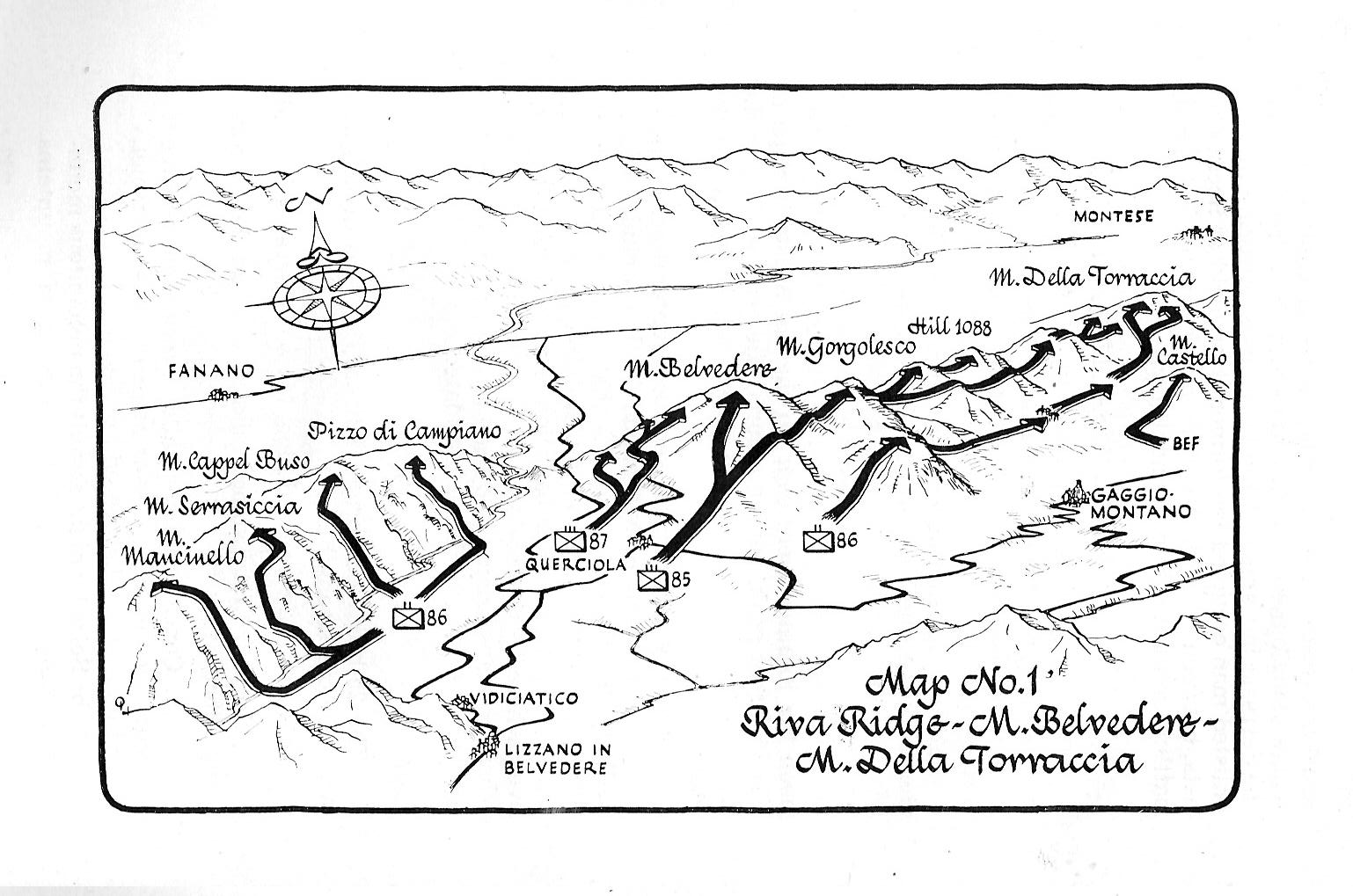
Mapa da Batalha do Monte Belvedere

Tentativas anteriores em novembro de 1944 para proteger Monte Belvedere [it] terminou em fracasso. A especialista 10ª Divisão de Montanha, sob o comando do General George Price Hays, foi designada para proteger a cidade e as montanhas próximas. Eles foram apoiados à direita pela FEB. Como a 10ª Montanha tinha pouca artilharia orgânica, o Major General Willis Crittenberger, comandante do IV Corpo, emprestou-lhes dois batalhões de artilharia de campanha, um batalhão de morteiros químicos, dois batalhões de caça-tanques e um batalhão de tanques. 
Enfrentando as tropas aliadas estava a 232ª Divisão de Infantaria Alemã, que deveria ser uma unidade de segunda linha, mas estava lutando na linha desde sua chegada à Itália em agosto de 1944. As unidades desta divisão mais envolvidas nesta batalha foram o 1044º regimento de granadeiros, o 232º batalhão de fuzileiros e o 232º batalhão de fuzileiros; os 1044º granadeiros foram designados para o setor de Cima Tauffi, no oeste, até o Monte Belvedere, e os dois batalhões serviram como reforços.  O 4º batalhão Hochgebirgsjäger também serviu como reforço.  Na época em que o ataque começou, o general alemão Eccard Freiherr von Gablenz havia convocado uma reunião em Castel d'Aiano sobre a substituição dos 1044º Granadeiros na linha por um regimento da 114ª Divisão Jäger; o ajudante e o oficial de inteligência dos 1044º Granadeiros estavam ausentes na reunião na manhã de 19 de fevereiro. 
O primeiro movimento foi capturar a cadeia de montanhas Monte Pizzo [it]–Monte Mancinello [it], conhecida pelos americanos como Riva Ridge, elevando-se a sudoeste do Monte Belvedere. O general Hays notou que os postos de observação nesta cordilheira forneciam excelentes vistas da encosta sul do Monte Belvedere e deduziu corretamente que a posse alemã desta cordilheira havia contribuído para as tentativas anteriores malsucedidas de capturar o Monte Belvedere. Como Peter Shelton escreve, "Eles não só tinham uma visão perfeita, semelhante à de um estádio, das idas e vindas dos Aliados, como também podiam direcionar fogo devastador por trás de qualquer aproximação à encosta sul de Belvedere."  Na noite de 18/19 de fevereiro de 1945, o primeiro batalhão do 86º Regimento de Infantaria de Montanha, reforçado pela companhia F do segundo batalhão, escalou os penhascos de 500 metros de altura de Riva Ridge. Se os alemães tivessem conhecimento desta subida nocturna, o comando americano estimou que cerca de 90% do regimento seriam vítimas.  Felizmente para o batalhão, eles chegaram ao topo sem serem detectados pelo inimigo. Para agravar as dificuldades dos alemães, na altura da subida os homens do 1044º regimento de granadeiros estavam a ser substituídos pelos homens do 232º batalhão de fuzileiros, o que contribuiu para o sucesso da captura de Riva Ridge. 
Com Riva Ridge segura, na noite seguinte (19/20 de fevereiro) os outros dois regimentos da divisão começaram seu ataque frontal às linhas alemãs: o 87º Regimento de Infantaria de Montanha avançou nas encostas ocidentais do Monte Belvedere, enquanto o 85º Regimento de Infantaria de Montanha avançou nas encostas sul. Para atingir a surpresa máxima, não foi feita nenhuma barragem de artilharia preliminar.  O terceiro batalhão da 86ª Infantaria de Montanha avançou à direita da 85ª Infantaria de Montanha. Apesar dos campos minados e das posições de metralhadoras instaladas, a 87ª Montanha capturou duas das três aldeias nas encostas ocidentais, bem como a Cordilheira Valpiana, ao amanhecer.  Enquanto isso, a 85ª Infantaria de Montanha chegou ao topo do Monte Belvedere entre 3h30 e 5h30 do dia 20 de fevereiro, e um batalhão da 85ª Infantaria de Montanha atingiu o cume do vizinho Monte Gorgolesco às 3:00h da manhã. 
A 114ª Divisão Jäger alemã foi frustrada em seu avanço para as linhas de frente e em auxiliar a 232ª Divisão de Infantaria de Granadeiros contra os americanos por meio de repetidas surtidas de caças-bombardeiros aliados. Os soldados só conseguiam avançar 300-400 metros entre cada surtida. 
O último pico da cadeia de montanhas — Monte della Torraccia [it] — permaneceu para ser tomado. Para esta parte da batalha, o General Hays trouxe os meios de artilharia, enquanto os Spitfires britânicos e os P-47 americanos foram coordenados por observadores terrestres apelidados de "Rover Joe".  No entanto, apoiados pelo recém-chegado 741º Regimento Jäger, da 114ª Divisão Jäger, em 21 de fevereiro, unidades da 232ª Divisão de Infantaria lançaram um contra-ataque feroz no Monte Belvedere que interrompeu o avanço americano pela encosta reversa, mas não conseguiu ganhar terreno.  O segundo batalhão da 85ª Infantaria de Montanha começou seu avanço ao longo da cordilheira do Monte Gorgolesco em direção ao Monte della Torraccio, apenas para ser detido a cerca de 365 metros de seu objetivo pelo uso eficaz da artilharia pelos alemães. Na tarde de 22 de fevereiro, o batalhão estava reduzido a 400 efetivos; o general Hays substituiu o comandante e enviou o terceiro batalhão da 86ª Infantaria de Montanha em seu lugar. Após um bombardeio de artilharia contra as posições alemãs no Monte della Torraccio, em 24 de fevereiro o terceiro batalhão avançou para tomar o cume da montanha em um combate corpo a corpo às 9h. O Batalhão de Treinamento de Montanha Alemão Mittenwald iniciou contra-ataques na tarde daquele dia que continuaram até a noite, mas não conseguiu desalojar os homens da 86ª Infantaria de Montanha. 
Enquanto isso, a FEB prosseguiu com o ataque a Monte Castello, a sudeste do Monte della Torraccio, apenas para descobrir que os alemães haviam se retirado antes de seu avanço. 
Um período de cinco dias de relativa paz ocorreu antes que o avanço em direção ao Pó fosse retomado. Alguns homens selecionados foram enviados da frente para campos de descanso próximos; alguns dos outros na fila foram visitados por garotas de donuts da Cruz Vermelha que distribuíram doces aos homens surpresos ao vê-los tão perto da frente. 
As baixas americanas na Batalha do Monte Belvedere foram 192 mortos em ação, 730 feridos e 1 capturado.  As baixas brasileiras foram de 22 mortos e 137 feridos.  As baixas alemãs são desconhecidas, mas os registos americanos indicam que mais de 400 foram feitos prisioneiros.  [a]

## Parte 2: Batalha de Castel D'Aiano

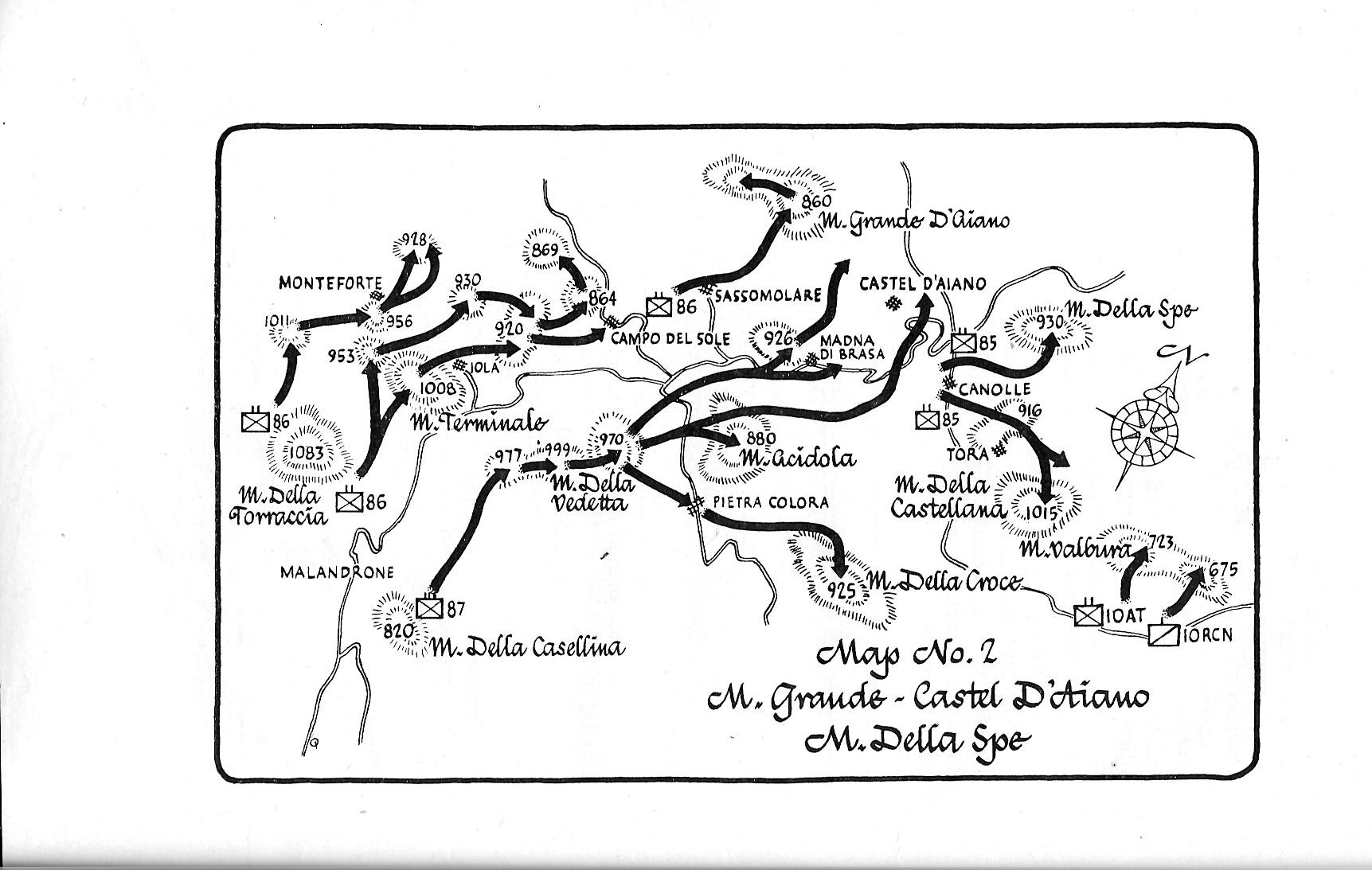
Mapa do avanço da 10ª Divisão de Montanha para Castel D'Aiano

A segunda fase da Operação Encore começou cinco dias depois. A 10ª Infantaria de Montanha americana avançaria para o norte, com a 86ª Infantaria de Montanha à esquerda e a 87ª Infantaria de Montanha à direita, para ocupar quatro picos que serviriam como linha de partida para a Operação Craftsman; a 85ª Infantaria de Montanha seria mantida na reserva. De oeste para leste, os picos eram o Monte Grande d'Aiano, o Monte della Spe, o Monte della Castellana e o Monte Valbura. À sua direita, a FEB avançaria para nordeste para ocupar Vergato, que ficava na Strada statale 64 Porrettana; ocupar esta cidade cortaria as linhas de abastecimento e comunicações alemãs de volta ao vale do Pó. 
O tenente-general Lucian Truscott, que havia substituído o general Clark como comandante do Quinto Exército em dezembro anterior, queria começar o avanço em 1º de março, mas o mau tempo impediu o apoio aéreo até 3 de março, quando o ataque começou.  Ao contrário do ataque anterior ao Monte Belvedere no mês anterior, que começou à noite, este ataque começaria em plena luz do dia.  No entanto, o ataque pegou os alemães de surpresa: elementos da 114ª Divisão Jäger estavam substituindo a 232ª Divisão de Infantaria no momento do ataque.  A 86ª Infantaria de Montanha rapidamente tomou o Monte Terminale e então seguiu para a cidade de Iola di Montese, onde encontrou forte resistência; a cidade foi capturada com a ajuda do 751º batalhão de tanques.  Na luta por Iola, o sargento técnico Torger Tokle, um esquiador campeão e o membro mais conhecido da divisão, foi morto.  À direita, a 87ª Infantaria de Montanha capturou a cidade de Pietra Colora no primeiro dia.  Entre os prisioneiros estava o pessoal do quartel-general do terceiro batalhão, 721º regimento, 114ª Divisão Jäger. 
No dia seguinte, a 86ª Infantaria de Montanha capturou a cidade de Sassomolare e, pouco antes das 15h30, estava no controle de seu objetivo final, o Monte Grande d'Aiano. Enquanto isso, à direita, a 87ª Infantaria de Montanha capturou os Montes Acidola e della Croce, e ocupou Castel d'Aiano. A 85ª Infantaria de Montanha saiu da reserva, capturando os Montes della Spe e della Castellana, apesar dos pesados bombardeios de artilharia alemã. Enquanto isso, a FEB avançou para oeste da Rodovia 64.  O general alemão von Gablenz foi forçado a retirar homens da 232ª Divisão que havia sido substituída na noite anterior para conter o avanço americano; um prisioneiro de guerra alemão reclamou: "Não me importo de ser feito prisioneiro, mas certamente odeio perder meu descanso." 
O sucesso americano deixou o marechal de campo alemão Albert Kesselring preocupado que este fosse o início de uma grande ofensiva com o objetivo de capturar Bolonha. Ele decidiu que não podia correr riscos e comprometeu sua reserva estratégica, a 29ª Divisão Panzergrenadier.  Sua primeira unidade, o 15º Regimento Panzer Grenadier, chegou a este ponto e iniciou uma série de contra-ataques contra os soldados entrincheirados no Monte della Spe. Apesar da ferocidade dos contra-ataques alemães, os homens da 86ª Infantaria de Montanha derrotaram-nos em combates corpo a corpo determinados, e os alemães decidiram persegui-los com fogo de artilharia. 
Embora ambos os generais Hays e Crittenberger estivessem ansiosos para continuar a avançar para fora dos Apeninos e capturar Bolonha, em 5 de março o tenente-general Truscott, preocupado que Kesselring pudesse ficar preocupado o suficiente para desenvolver posições defensivas a cavalo na Strada statale 64, ordenou que as unidades parassem no local.  A 10ª Montanha estendeu seu controle sobre duas características adicionais ao leste, o Monte Valbura e um segundo Monte Belvedere.  Entretanto, entre 10 e 16 de março, a FEB mudou sua posição para a esquerda da 10ª Montanha, transferindo sua sede para o vale do Panaro.  Os Aliados agora detinham uma frente de seis milhas favorável ao seu avanço pelo vale do rio Reno e ao longo da Strada statale 64 até as planícies do rio Pó. 
As baixas americanas na Batalha de Castel d'Aiano foram 146 mortos em ação, 512 feridos e 3 capturados;  uma das principais fontes de baixas foi no posto de socorro instalado na vila de Abetaia, onde uma armadilha foi detonada, matando não apenas a equipe e os pacientes, mas todos os 3 capelães da 87ª Infantaria de Montanha.  As baixas brasileiras foram de 68 no total, das quais pelo menos 3 foram mortas em ação e 32 ficaram feridas.  Seiscentos soldados alemães foram feitos prisioneiros, mas o número de soldados alemães mortos é desconhecido. 

## Reação à vitória
Com base nas suas experiências em Cassino, o comando Aliado esperava que levasse duas semanas para expulsar os alemães do Monte Belvedere; em vez disso, a divisão completou sua missão em 10 dias.  Por suas conquistas em fevereiro e março, toda a 10ª Divisão de Montanha recebeu elogios do Marechal de Campo Harold Alexander, dos Tenentes-Generais Joseph McNarney, Mark Clark, Truscott e Crittenberger. 